# Гумиста (река)
Гумиста́ или Гуми́ста, иногда Гумыста (абх. Гәымсҭа — Гумста; груз. გუმისთა — Гумиста) — река в Абхазии, впадающая в Чёрное море. Прежние названия: Гумпсы́ — «Гумская река», Гумпста́, Гумста́.
Площадь водосборного бассейна — 576 км². Средний расход воды — 33,3 м³/с.

## География
Берёт начало от слияния Западной и Восточной Гумисты. Протекает в юго-западном направлении в долине и впадает в Чёрное море между населёнными пунктами Новый Афон и столицей Абхазии Сухумом.
Характер реки — горный. Имеет правый приток — река Хабата. Питание ледниковое и дождевое. Большая часть русла проходит по ущелью, однако последние 6 километров река протекает уже вне его.

## История
Во время войны по реке проходила линия фронта (т. н. Гумистинский фронт). По обе стороны реки проходили ожесточённые бои. В настоящее время в ущелье реки в сёлах, а также вдоль автодороги на Сухум на скалах в районе моста через реку расположены мемориалы погибшим.